# 浜中文一
浜中 文一（はまなか ぶんいち、1987年10月5日 - ）は、日本の俳優。愛称は、文ちゃん。
大阪府出身。SMILE-UP.（旧ジャニーズ事務所）に所属していた。

## 来歴
1999年にジャニーズ事務所に入所。関西ジャニーズJr.として活動し、関西ジャニーズJr.内のユニット・Veteranのメンバーとして舞台やコンサートに出演。2007年冬には『ザ少年倶楽部』内で結成された滝沢秀明プロデュースユニット・舞闘冠のメンバーに抜擢される。
2016年、『50Shades〜クリスチャン・グレイの歪んだ性癖〜』で舞台初主演を果たす。
2017年秋に関西ジャニーズJr.を卒業。2018年3月13日、ジャニーズ事務所公式ウェブサイト内に単独ページが作成され、情報サービスが開始される。
2023年12月5日、同年末を以てSMILE-UP.（旧ジャニーズ事務所）を退所し、翌2024年からフリーで活動することを明らかにした。
2023年12月31日、この日を以てSMILE-UP.を退所、フリーランスの俳優となった。

## 出演
個人での出演のみ記載。ユニットでの出演は、Veteran、舞闘冠を参照。

### 舞台
- 音楽劇 ザ・オダサク（2013年5月25日 - 6月2日、新橋演舞場） - 佐々木健一 役[14]
  - ザ・オダサク〜愛と青春のデカダンス〜（2014年4月19日 - 29日、KAAT神奈川芸術劇場 / 5月2日 - 6日、京都四條南座）[15]
- ガラスの仮面（2014年8月、青山劇場） - 桜小路優 役
  - ガラスの仮面（2016年9月1日 - 11日、大阪松竹座 / 9月16日 - 26日、新橋演舞場） - 桜小路優 役[16]
- もとの黙阿弥（2015年8月1日 - 25日、新橋演舞場 / 9月1日 - 25日、大阪松竹座） - 安吉 役[17]
- ドッグファイト（英語版）（2015年12月11日 - 14日、サンケイホールブリーゼ / 12月17日 - 30日、シアタークリエ） - フェクター 役[18]
  - ドッグファイト（2017年12月8日 - 11日、サンケイホールブリーゼ / 12月14日 - 30日、シアタークリエ / 2018年1月6日、愛知県芸術劇場大ホール）[19]
- JOHNNYS' Future WORLD（2016年10月8日 - 25日、梅田芸術劇場）[20]
- 50Shades〜クリスチャン・グレイの歪んだ性癖〜（2016年11月28日 - 12月11日、新宿FACE / 12月28日 - 29日、サンケイホールブリーゼ） - 主演・クリスチャン・グレイ 役[12][21]
  - 50Shades!〜クリスチャン・グレイの歪んだ性癖〜（2019年11月15日 - 24日、新宿FACE / 11月29日 - 12月1日、Zepp　Namba / 12月3日・4日、ももちパレス） - 主演・クリスチャン・グレイ 役[22][23]
- Endless SHOCK（2017年2月1日 - 3月31日、帝国劇場[24] / 9月8日 - 30日、梅田芸術劇場[25] / 10月8日 - 10月31日、博多座[26]）
- ふるあめりかに袖はぬらさじ（2017年7月7日 - 8月6日、明治座） - 藤吉 役[27]
- THE YOUNG LOVE DISCOTHEQUE（2018年2月24日 - 3月2日、品川プリンスホテル クラブeX / 3月10・11日、サンケイホールブリーゼ）[28]
  - THE YOUNG LOVE DISCOTHEQUE Re-FEVER（2018年8月15日・16日、Zepp Nagoya / 9月1日 - 9日、品川プリンスホテルクラブeX / 9月15日・16日、大野城まどかぴあ大ホール / 9月19日・20日、Zepp Namba）[29][30]
  - THE YOUNG LOVE DISCOTHEQUE 2019（2019年5月21日 - 6月2日、品川プリンスホテル クラブeX / 6月15日・16日、穂の国とよはし芸術劇場PLAT / 6月22日・23日、大野城まどかぴあ 大ホール / 6月29日・30日、Zepp Namba）[31]
- Take me out 2018（英語版）（2018年3月30日 - 4月30日、DDD青山クロスシアター） - トッディ・クーヴィッツ 役[32]
- マクガワン・トリロジー（2018年6月29日 - 7月1日、穂の国とよはし芸術劇場PLAT主ホール / 7月4日 - 8日、兵庫県立芸術文化センター阪急中ホール / 7月13日 - 29日、世田谷パブリックシアター）[33]
- 犬神家の一族（2018年11月1日 - 10日、大阪松竹座 / 11月14日 - 25日、新橋演舞場） - 犬神佐清 / 静馬 役（2役）[34][35]
- スケリグ（2019年1月11日 - 2月11日、DDD青山クロスシアター / 2月14日、松下IMPホール / 2月16日、一宮市尾西市民会館 / 2月19日、北國新聞赤羽ホール / 2月23日・24日、芦屋ルナ・ホール大ホール） - 主演（8役）[5][36]
  - スケリグ（2020年7月31日 - 8月16日、紀伊國屋サザンシアター TAKASHIMAYA / 8月22・23日、松下IMPホール / 8月25日、刈谷市総合文化センターアイリス大ホール / 9月11日、所沢市民文化センターミューズマーキーホール）[注 1] - 主演・スケリグ 役[39]
- THE BLANK!〜近松門左衛門 空白の十年〜（2019年9月14日 - 25日、よみうり大手町ホール / 9月27日 - 29日、COOL JAPAN PARK OSAKA TTホール） - 主演・近松門左衛門 役[9][40]
- ELF The Musical（英語版）（2019年12月6日 - 15日、品川プリンスホテル ステラボール / 12月21日・22日、森ノ宮ピロティホール） - 主演・バディ 役（松本幸大とW主演）[41][6]
- スマホを落としただけなのに（2020年3月20日 - 27日、紀伊國屋サザンシアターTAKASHIMAYA）[注 2] - 主演・浦野善治 役（辰巳雄大とW主演）[43]
  - スマホを落としただけなのに（2021年6月9日 - 14日、日本青年館ホール[注 3]） - 浦野善治 役[45]
- Now. Here. This.（2020年11月28日 - 12月13日、博品館劇場 / 12月16日、東松山市民文化センター / 12月19日、COOL JAPAN PARK OSAKA TT ホール / 12月27日、ウインクあいち 大ホール）- 主演[46]
- 劇団☆新感線41周年春興行 Yellow⚡新感線『月影花之丞大逆転』（2021年2月26日 - 4月4日、東京建物 Brillia HALL / 4月14日 - 26日、オリックス劇場）[注 4] - モスコウィッツ北見 役[48]
- イキヌクキセキ〜十年目の願い〜（2021年7月2日 - 11日、KAAT神奈川芸術劇場ホール / 7月16日 - 18日、COOL JAPAN PARK OSAKA WWホール） - 吉澤元 役[7]
- ロック☆オペラ『ザ・パンデモニアム・ロック・ショー 〜The Pandemonium Rock Show〜』（2021年9月18日 - 10月3日、日本青年館ホール / 10月8日 - 11日、森ノ宮ピロティホール） - 野村 役[49]
- 朗読劇『リスエストをよろしく』（2021年12月3日 - 5日、シアター1010 / 2022年3月11日 - 13日、サンケイホールブリーゼ） - 主演・水無月 役（室龍太とW主演）[50][51]
- シラノ・ド・ベルジュラック（2022年2月7日 - 20日〔2月7日はプレビュー公演〕、東京芸術劇場プレイハウス）[注 5] - クリスチャン 役[53][54]
- 富美男と夕莉子（2022年5月4日 - 17日、紀伊國屋ホール / 5月29日・30日、梅田芸術劇場シアター・ドラマシティ） - 主演・富美男 役（桜井日奈子とW主演）[55]
- テーバスランド（2022年6月17日 - 7月3日、KAAT神奈川芸術劇場 大スタジオ） - マルティン/フェデリコ 役[56]
- ミュージカル『ダブル・トラブル』〜2022夏 Season A〜（2022年7月28日 - 8月13日、オルタナティブシアター） - ボビー 役[57]
  - ミュージカル『ダブル・トラブル』（A Musical Tour de Farce）2022-23 冬（2022年12月12日 - 1月21日、自由劇場 / 2023年1月26日 - 29日、新国立劇場 小劇場） - ジミー 役[58]
- レオポルトシュタット（英語版）（2022年10月14日 - 31日、新国立劇場 中劇場） - 主演・ヘルマン・メルツ 役[59][60]
- 午前0時のラジオ局（2023年3月2日 - 12日、博品館劇場 / 3月17日 - 19日、松下IMPホール / 3月21日・22日、長崎市民会館） - 主演・鴨川優 役（福田悠太とW主演）[61]
- 奏劇 vol.3『メトロノーム・デュエット』（2023年7月26日 - 8月2日、よみうり大手町ホール） - 林 役[62]
- 僕らの千年と君が死ぬまでの30日間（2023年9月8日 - 18日、品川プリンスホテル クラブeX / 9月22日 - 24日、COOL JAPAN PARK OSAKA TTホール）- 主演・光蔭 役（辰巳雄大とW主演）[63]
- わが街、道頓堀 〜OSAKA 1970〜（2023年12月16日 - 25日、大阪松竹座） - 主演・藤井和也 役（室龍太とW主演）[64][65]
- 笑わせんな（2024年2月8日 - 18日、本多劇場） - 主演・藤原宙介 役[66][67]
- ブラック・コメディ（2024年8月17日 - 9月1日〈予定〉、IMM THEATER） - 主演・ブリンズリー 役[68]
- 劇走江戸鴉〜チャリンコ傾奇組〜（2024年10月5日 - 27日、新橋演舞場 / 11月2日 - 10日、大阪松竹座）[69]
- 大阪は踊る！（2025年10月4日 - 12日〈予定〉、大阪松竹座） - 主演・前田拓郎 役[70][71]

### テレビドラマ
- DRAMATIC-J VACATION（2008年、関西テレビ） - ブン 役
- DRAMADA-J 望月-VOGETSU-（2009年、関西テレビ） - 兵馬 役
- 誰も知らないJ学園 燃えよ、男子チアーズ! （2010年、関西テレビ） - 桃井勇 役
- 初めて恋をした日に読む話（2019年1月15日 - 3月19日、TBS） - 西大井司 役[72]
- 彼女はキレイだった 最終話（2021年9月14日、関西テレビ・フジテレビ）[73]
- 勝利の法廷式 第7話（2023年5月25日、読売テレビ・日本テレビ） - 田代靖 役[74]
- 初恋、ざらり（2023年7月8日 - 9月23日、テレビ東京） - 岡村龍之介 役[75]
- くるり〜誰が私と恋をした?〜 第7話（2024年5月21日、TBS） - 立川聡 役[76]
- 密告はうたう2 警視庁監察ファイル（2024年8月11日 - 9月29日、WOWOW） - 毛利洋平 役[77][78]
- 新宿野戦病院 第9話（2024年8月28日、フジテレビ） - OSAMU 役[79]
- 五十嵐夫妻は偽装他人（2025年1月9日 - 3月27日、テレビ東京） - 三吉妙 役[80]
- 大河ドラマ べらぼう〜蔦重栄華乃夢噺〜 第20回 - （2025年5月25日 - 、NHK） - 朱楽菅江 役[81]

### 映画
- 関西ジャニーズJrの京都太秦行進曲（2013年3月30日、松竹） - 牧村大志 役[82]
- 関西ジャニーズJr.の目指せ♪ドリームステージ（2016年4月16日、松竹） - 坂野次郎 役[83]
- 関西ジャニーズJr.のお笑いスター誕生!（2017年8月26日公開、松竹） - 磯部青空 役[84]
- 鳩の撃退法（2021年8月27日公開、松竹） - 松方 役[85]
- 僕らの千年と君が死ぬまでの30日間（2023年10月27日公開、東映ビデオ）- 主演・光蔭 役（辰巳雄大とW主演）[63][86]

### バラエティ番組
- J3 KANSAI（2002年秋 - 2003年3月、関西テレビ・BSフジ）[87]
- 関ジャニ∞のジャニ勉 （2007年5月2日 - 番組終了、関西テレビ）[88]

### ラジオ
- らじらー!サタデー（2019年4月6日 - 2023年12月23日[1]、NHKラジオ第1） - 関西ジャニーズJr.と共に21時台MC[89]

### コンサート
- 関西ジャニーズJr. 明けましておめでとうコンサート 2014（2014年1月4日・5日、大阪城ホール）[90]
- 関西ジャニーズJr. 『春休みスペシャルコンサート2014』（2014年3月1日 - 25日、大阪松竹座）[90][91]
- 関西ジャニーズJr. 『X'mas Show 2014』（2014年11月30日 - 12月25日、大阪松竹座）[92][93]
- 関西ジャニーズJr. 春休みスペシャルShow 2015（2015年3月21日 - 31日、大阪松竹座）[94]
- 関西ジャニーズJr. 春休みスペシャルshow 2016年（2016年3月31日 - 4月11日、大阪松竹座）[95]